# Jan Pavlis
Jan Pavlis (13. května 1819 Zdice – 28. května 1880 Praha) byl český hudební skladatel. Vedl také vlastní kapelu a sepsal publikaci o kapelnících v rakouské armádě.

## Život
V mládí vystudoval na pražské konzervatoři hru na trubku a na pozoun. Stal se kapelníkem vojenské hudby. Počínaje rokem 1843 působil v pražském Stavovském divadle. Postupně se stal ředitelem vojenské hudební školy, která měla sídlo v Praze. Zřídil si hudební vydavatelství a roku 1864 založil Centrální kancelář hudebních záležitostí.
Byl i autorem několika literárních děl, například publikace o kapelnících působících v rakouské armádě, dále sepsal učební texty pro hru na křídlovku či několik písní a pochodových skladeb.

### Rodinný život
Byl ženat, s manželkou Annou, rozenou Nechvalskou (1836–??) měl jedenáct dětí.